# Alex Atala
 (juillet 2017).
Alex Atala, né le 3 juin 1968 à São Paulo, est un chef cuisinier brésilien d'origine Palestinienne. Il gère le restaurant D.O.M. à São Paulo. En avril 2012, le restaurant D.O.M. a été classé au 4e rang des meilleurs restaurants dans le monde par le S.Pellegrino World's 50 Best Restaurants, publié par la revue Restaurant.
Son établissement détient aussi le titre de Acqua Panna Best Restaurant In South America (« meilleur restaurant Acqua Panna pour l'Amérique du Sud »). Il est connu pour la manière dont il adapte les plats traditionnels brésiliens en appliquant les techniques culinaires françaises et italiennes aux ingrédients locaux du Brésil. Alex Atala anime d'autre part un show télévisé sur la chaîne de télévision brésilienne GNT.
En outre, Atala fonde en 2015 le Instituto Atá, enregistrée en tant que propriété non commerciale auprès de l'Institut Brésilien de la Propriété Industrielle. Elle œuvre principalement à mettre en valeur le travail des producteurs alimentaires locaux, tout en encourageant des habitudes de production et de consommation qui sont éthiques et responsables.
En 2019, l'institution d'Atala est mise à défaut pour le détournement du nom Cerrado vanilla, sans la consultation préalable des communautés rurales qui utilisent traditionnellement et culturellement cet ingrédient dans leur alimentation ,. 